# Winston-Salem Open 2023
Il Winston-Salem Open 2023 è stato un torneo di tennis professionistico giocato sul cemento. È stata la 42ª edizione del torneo facente parte dell'ATP Tour 250 nell'ambito dell'ATP Tour 2023. Si è giocato alla Wake Forest University di Winston-Salem, in Carolina del Nord, negli Stati Uniti, dal 20 al 26 agosto 2023.

## Partecipanti al singolare

### Teste di serie
| Nazionalità | Giocatore               | Ranking | Testa di serie* |
| ----------- | ----------------------- | ------- | --------------- |
| Croazia     | Borna Ćorić             | 16      | 1               |
| Paesi Bassi | Tallon Griekspoor       | 25      | 2               |
| Stati Uniti | Sebastian Korda         | 30      | 3               |
| Serbia      | Laslo Đere              | 34      | 4               |
| Rep. Ceca   | Jiří Lehečka            | 35      | 5               |
| Argentina   | Sebastián Báez          | 42      | 6               |
| Francia     | Arthur Fils             | 45      | 7               |
| Paesi Bassi | Botic van de Zandschulp | 47      | 8               |
| Australia   | Aleksandar Vukic        | 48      | 9               |
| Germania    | Yannick Hanfmann        | 50      | 10              |
| Germania    | Daniel Altmaier         | 52      | 11              |
| Francia     | Richard Gasquet         | 53      | 12              |
| Stati Uniti | Marcos Giron            | 54      | 13              |
| Ungheria    | Márton Fucsovics        | 56      | 14              |
| Austria     | Sebastian Ofner         | 59      | 15              |
| Finlandia   | Emil Ruusuvuori         | 60      | 16              |

* Ranking al 14 agosto 2023.

#### Altri partecipanti
I seguenti giocatori hanno ricevuto una wildcard per il tabellone principale:
- Sebastian Korda
- Alex Michelsen
- Michael Mmoh

I seguenti giocatori sono entrati in tabellone come alternate:
- Juan Manuel Cerúndolo
- Rinky Hijikata
- Dominic Thiem

I seguenti giocatori sono entrati nel tabellone principale passando dalle qualificazioni:

- Darian King
- Illja Marčenko
- Mitchell Krueger
- Thai-Son Kwiatkowski

I seguenti giocatori sono entrati in tabellone come lucky loser:
- Strong Kirchheimer
- Omni Kumar
- Andrej Kuznecov

#### Ritiri
- Daniel Altmaier → sostituito da  Strong Kirchheimer
- Roberto Bautista Agut → sostituito da  Il'ja Ivaška
- Roberto Carballés Baena → sostituito da  Maxime Cressy
- Pablo Carreño Busta → sostituito da  Dominik Koepfer
- Daniel Evans → sostituito da  Facundo Díaz Acosta
- Adrian Mannarino → sostituito da  Benjamin Bonzi
- Yoshihito Nishioka → sostituito da  Marco Cecchinato
- Guido Pella → sostituito da  Pavel Kotov
- Emil Ruusuvuori → sostituito da  Andrej Kuznecov
- Jan-Lennard Struff → sostituito da  Constant Lestienne
- Dominic Thiem → sostituito da  Omni Kumar
- Bernabé Zapata Miralles → sostituito da  Aleksandr Ševčenko

## Partecipanti al doppio

### Teste di serie
| Nazione     | Giocatore       | Nazione       | Giocatore     | Ranking* | Testa di serie |
| ----------- | --------------- | ------------- | ------------- | -------- | -------------- |
| Stati Uniti | Rajeev Ram      | Regno Unito   | Joe Salisbury | 9        | 1              |
| Regno Unito | Lloyd Glasspool | Regno Unito   | Neal Skupski  | 24       | 2              |
| Monaco      | Hugo Nys        | Polonia       | Jan Zieliński | 35       | 3              |
| Regno Unito | Jamie Murray    | Nuova Zelanda | Michael Venus | 55       | 4              |

* Ranking al 14 agosto 2023.

### Altri partecipanti
Le seguenti coppie di giocatori hanno ricevuto una wildcard per il tabellone principale:
- Matthew Ebden /  John-Patrick Smith
- Filippo Moroni /  Matthew Thomson

Le seguenti coppie di giocatori sono entrate in tabellone come alternate:
- Evan King /  Reese Stalder
- Anirudh Chandrasekar /  Vijay Sundar Prashanth

### Ritiri
Prima del torneo
- Marcelo Arévalo /  Jean-Julien Rojer → sostituiti da  Marcelo Demoliner /  Matwé Middelkoop
- Rohan Bopanna /  Matthew Ebden → sostituiti da  Romain Arneodo /  Ariel Behar
- Sadio Doumbia /  Fabien Reboul → sostituiti da  Anirudh Chandrasekar /  Vijay Sundar Prashanth
- Lloyd Glasspool /  Harri Heliövaara → sostituiti da  Lloyd Glasspool /  Neal Skupski
- Máximo González /  Andrés Molteni → sostituiti da  Gonzalo Escobar /  Oleksandr Nedovjesov
- Santiago González /  Édouard Roger-Vasselin → sostituiti da  Francisco Cabral /  Rafael Matos
- Marcelo Melo /  John Peers → sostituiti da  Sebastian Ofner /  Max Purcell
- Jamie Murray /  Michael Venus → sostituiti da  Evan King /  Reese Stalder

## Punti
| Evento    | V   | F   | SF | QF | 3T | 2T   | 1T   | Q    | Q2   | Q1   |
| Singolare | 250 | 150 | 90 | 45 | 20 | 10   | 0    | 5    | 3    | 0    |
| Doppio    | 250 | 150 | 90 | 45 | 0  | N.D. | N.D. | N.D. | N.D. | N.D. |

## Montepremi
| Evento    | V        | F       | SF      | QF      | 3T      | 2T     | 1T     | Q2     | Q1     |
| Singolare | $104,460 | $59,945 | $34,430 | $19,885 | $11,355 | $6,675 | $4,060 | $2,150 | $1,190 |
| Doppio*   | $41,100  | $21,520 | $12,160 | $7,060  | $4,150  | N.D.   | N.D.   | N.D.   | N.D.   |

*per team

## Campioni

### Singolare
Sebastián Báez ha sconfitto in finale  Jiří Lehečka con il punteggio di 6–4, 6–3.
• È il quarto titolo in carriera per Báez, il terzo in stagione.

### Doppio
Nathaniel Lammons /  Jackson Withrow hanno sconfitto in finale  Lloyd Glasspool /  Neal Skupski con il punteggio di 6–3, 6–4.